# Buccina

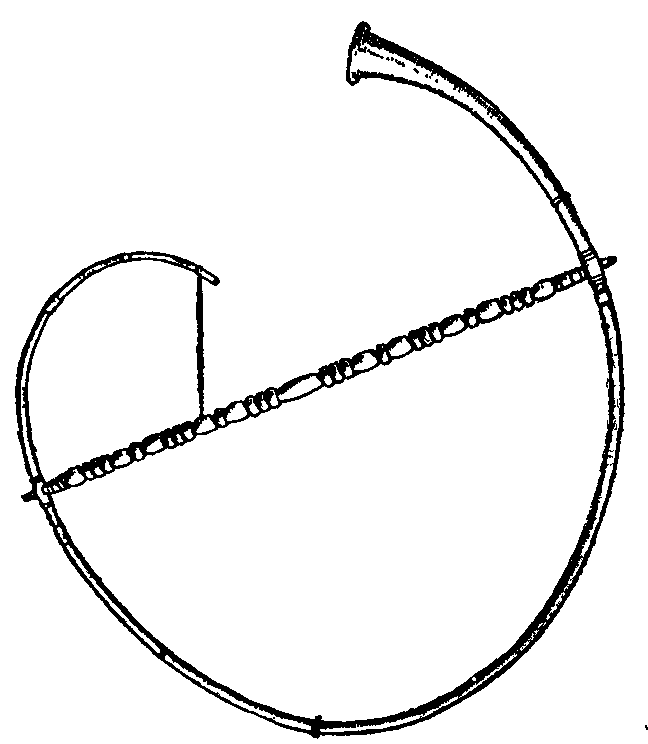
Een buccina

Een buccina of bucina is een gebogen blaasinstrument, dat ruim drie meter lang kon zijn. Halverwege zat er een houten lat zodat het instrument op de schouder van de speler kon steunen,
In de Romeinse Tijd werd hij dan ook gebruikt als begeleiding bij gladiatorenwedstrijden. Met de instorting van het Romeinse Rijk ging de kunst van het buigen van de buis voor honderden jaren verloren. Voor een lange tijd waren metalen hoorns altijd recht omdat niemand meer wist hoe ze te buigen.
Ten slotte, rond de start van de 14de eeuw herontdekte iemand de methode van buigen van metalen buizen. Spoedig werden mensen hierdoor gefascineerd. De kunst om metalen hoorns te buigen verscheen in de meest fantastische vormen. Men maakte er een bruikbaar instrument van, zodat nog hogere natuurtonen erop gespeeld konden worden.
De evolutie van de buccina ging twee richtingen uit. Enerzijds had men de buccina met een lange rechte smalle cilindrische buis met een aparte beker, hieruit ontwikkelde zich de trompetten en de trombones. Anderzijds had de buccina een lange steeds breder wordende buis die direct in een beker overging, deze kon eveneens afgenomen worden. Hieruit werden later de hoorns ontwikkeld. Beiden werden voorzien met een ketelvormig mondstuk.
In de loop van de tijd werd hij steeds meer gebruikt bij de jacht en groeide dan ook uit tot jachthoorn. Voor het gemak van de ruiters tijdens de jacht werd de hoorn ook steeds meer met de beker naar achteren gespeeld, hetgeen ook nu in orkesten nog steeds gebeurt. De ronde opgerolde vorm was ook erg handig voor het meenemen van het instrument, het kon namelijk over de schouder gedragen worden.